# Niekaninka
Niekaninka – pagórek o wysokości 26,3 m n.p.m. na Równinie Białogardzkiej, położone w woj. zachodniopomorskim, w gminie wiejskiej Kołobrzeg. 
Ok. 0,5 km na północny wschód leży wieś Niekanin. Ok. 1,5 km na zachód od Niekaninki przepływa rzeka Parsęta.
Do 1945 roku stosowano poprzednią niemiecką nazwę Nonnen-Berg. Polską nazwę Niekaninka ustalono urzędowo rozporządzeniem w 1949 roku.